# Lenna Kuurmaa
Lenna Kuurmaa (Tallinn, 26 settembre 1985) è una cantautrice, chitarrista e attrice estone.

## Biografia
Voce principale e chitarrista delle Vanilla Ninja, ha ricoperto anche il ruolo di attrice in film quali Kuhu põgenevad hinged e ricopre il ruolo di Angela nel serial estone Kodu keset Linna.

## Discografia

### Album
- 2010 - Lenna (Mortimer Snerd, CD)
- 2013 - Teine (autoprodotto, CD)

### Collaborazioni
- 2014 - Moonland feat. Lenna Kuurmaa Moonland (Frontiers Records, CD)